# Теорема Зеро
«Теоре́ма Зеро́» (англ. The Zero Theorem) — фантастический фильм Терри Гиллиама по сценарию Пэта Рашина. Фильм в сатирической форме рассказывает о недалёком будущем и учёном, который с помощью математики и виртуальной реальности ищет смысл жизни.
Включён в основной конкурс 70-го Венецианского кинофестиваля, где был показан 2 сентября 2013 года. Российская премьера состоялась 2 января 2014 года.

## Сюжет
Компьютерный гений Коэн Лэт всю жизнь ожидает божественного телефонного звонка, который должен ему поведать о смысле жизни и особом предназначении.
Чтобы не пропустить звонок, Коэн упрашивает руководство разрешить ему работать на дому. Живёт Коэн в старом полуразрушенном храме.
Руководство даёт Коэну умопомрачительно сложное задание — «Теорему Зеро», на решении которой свихнулось много учёных.
Решение становится настолько сложным, что у Лэта лопается терпение, и он бросает работу. Чтобы вдохновить трудягу, руководство присылает оплаченную виртуальную стриптизершу Бэйнсли.
Девушка увлекает Коэна виртуальными мирами, что в свою очередь снижает его работоспособность. Для этого руководство присылает своего сына Боба, чтобы проконтролировать и улучшить процесс работы.
Боб предельно честен с Коэном, рассказывает, что Бэйнсли, психолог и кто бы там ещё ни был — все куплены руководством «Мэнкома» для достижения результата по решению теоремы. Сама же теорема, как оказывается, должна доказать, что всё живое произошло в результате нелепой ошибки.
Выходит, что Коэн, ожидая звонка Бога, всё своё время проводит, работая над доказательством, что Бога нет. Коэн, полностью загнанный в угол, подключается к всемирному серверу с помощью костюма виртуальной реальности, подаренного ему Бэйнсли.
Слившись с хранилищем данных, Коэн встречает там своё руководство. Там ему становится понятно, что всю жизнь, желая узнать о своем предназначении, он — Коэн Лэт — провёл взаперти, ничего не предпринимая. А Теорема Зеро вообще недоказуема. Позднее этот вопрос был поднят в российской научной литературе.

## В ролях
| Актёр           | Роль             |
| --------------- | ---------------- |
| Кристоф Вальц   | Коэн Лет         |
| Мелани Тьерри   | Бэйнсли          |
| Дэвид Тьюлис    | Джоби            |
| Лукас Хеджес    | Боб              |
| Мэтт Деймон     | Управляющий      |
| Тильда Суинтон  | доктор Шринк-Ром |
| Санджив Бхаскар | доктор 1         |
| Петер Стормаре  | доктор 2         |
| Бен Уишоу       | доктор 3         |
| Эмиль Хостина   | клон 1           |
| Павлик Немес    | клон 2           |

## Создание
Сценарий фильма написал Пэт Рашин.
Создание фильма началось в мае 2009 года, однако в июле 2009 года Гиллиам отказался от съёмок, заявив, что работа над фильмами «Воображариум доктора Парнаса» и «Человек, который убил Дон Кихота» заняла больше времени, чем он ожидал.
Но затем стало известно, что фильм всё-таки будет снят и главную роль исполнит Кристоф Вальц. Сам режиссёр написал об этом на своей странице в Facebook.
Подготовка к работе над фильмом началась в Румынии. Непосредственно к съёмкам Гиллиам намеревался приступить 22 ноября 2012 года. Вальц также выступил в качестве одного из продюсеров проекта.
Главную роль в фильме мог исполнить Билли Боб Торнтон.
- Имя главного героя — Qohen Leth — это игра слов от Qoheleth (название Экклезиаста на иврите) и коэн (иудейский священник).
- В фильме представлены несколько пародийных культов, созданных обществом потребления в поисках смысла жизни, такие как «Церковь Бэтмена-искупителя» и «Церковь умного дизайна».

## Критика
По мнению критика Александра Гагинского вместо второй «Бразилии», с которой фильм сравнивали до выхода, у Гиллиама получился «Воображариум доктора Парнаса» в киберпанковских декорациях.